# 461個便當
《461個便當》為Tokyo No.1 SOUL SET成員渡邊俊美的隨筆，講述樂隊成員與妻子離婚後為高中生的兒子在三年間親手製作461個便當。隨筆由MAGAZINE HOUSE（舊名『平凡出版』）與2014年4月30日發行，並於2020年5月發行平裝版。
461個便當於2015年漫畫化，並改編成電視劇。
461個便當電影版於2020年上映，由井之原快彥主演、道枝駿祐共演。

## 内容
在渡邊經歷第二次離婚後，他孤身一人照顧已為高中生的兒子。渡邊每日為兒子親手製作便當，三年間合共製作了461個便當。同時渡邊所製作的便當亦因其高質素在推特引起了熱潮。

## 漫畫
由荒井麻麻制作成漫畫，在小學館的青春漫畫《 Hibana 》2015年4月号（首期，3月發售）至 2016年2月号（1月發售）上連載， 2016年在3月号（2月發售）上发表了特别版。小學館於2016年2月出版了該書的單行本。

## 電視劇

### 登場人物（電視劇）
- 渡邊俊美：别所哲也
- 渡邊登生：望月步
- 女老闆：加藤紀子
- 老闆：涉川清彥
- 助川：松井周
- 佐土原：浜津智明
- 川邊Hiroshi：山内圭哉
- BIKKE：平原鐵

### 製作團隊（電視劇）
- 編劇 / 导演：山田茜
- 配樂：TOKYO No.1 SOUL SET
- 制片人：筱原圭、堀内文子（TELECOM STAFF）

## 電影

### 演員表（电影）
- 鈴本一樹：井之原快彥
- 鈴本虹輝： 道枝駿佑（浪花男子 / 關西小傑尼斯）
- 仁科博美：森七菜[5]
- 田邊章雄：若林時英[5]
- 柏木禮奈：工藤遙[6]
- 矢島真香：阿部純子[5]
- 德永保：野間口徹[5]
- 淺井周子：映美くらら[5]
- 古市榮太：KREVA[5]
- 河上利也：谷井一郎[5]
- 遠藤咲江：坂井真紀[5]
- 鈴本奈津子：倍賞千惠子[5]